# Napo Daya
Napo Daya is een bestuurslaag in het regentschap Sampang van de provincie Oost-Java, Indonesië. Napo Daya telt 963 inwoners (volkstelling 2010).